# Carl Philipp Emanuel Bach
Pour les articles homonymes, voir Bach (homonymie).
Œuvres principales
- Sonates prussiennes (1742)
- Sonates wurtembergeoises (1744)
- Magnificat (1749)
- La Résurrection et l'Ascension de Jésus (1788)
- Essai sur la véritable manière de jouer les instruments à clavier (1753)

Carl Philipp Emanuel Bach, né à Weimar, dans le duché de Saxe-Weimar, le 8 mars 1714 et mort à Hambourg (ville libre d'Empire) le 14 décembre 1788, est un compositeur, musicien et musicologue allemand, membre de l'École de Berlin.
C'est le deuxième fils survivant de Jean-Sébastien Bach et de sa première femme Maria Barbara Bach.
Pendant près de trente ans, il est claveciniste à la cour de Frédéric le Grand, puis occupe le poste de Director Musices à Hambourg. Il est célèbre parmi ses contemporains pour sa musique, et aussi reconnu, par Haydn, Mozart ou encore Beethoven, notamment pour son traité théorique « Essai sur la véritable manière de jouer les instruments à clavier ». Il est surnommé le « Bach de Berlin » ou le « Bach de Hambourg ».

## Biographie

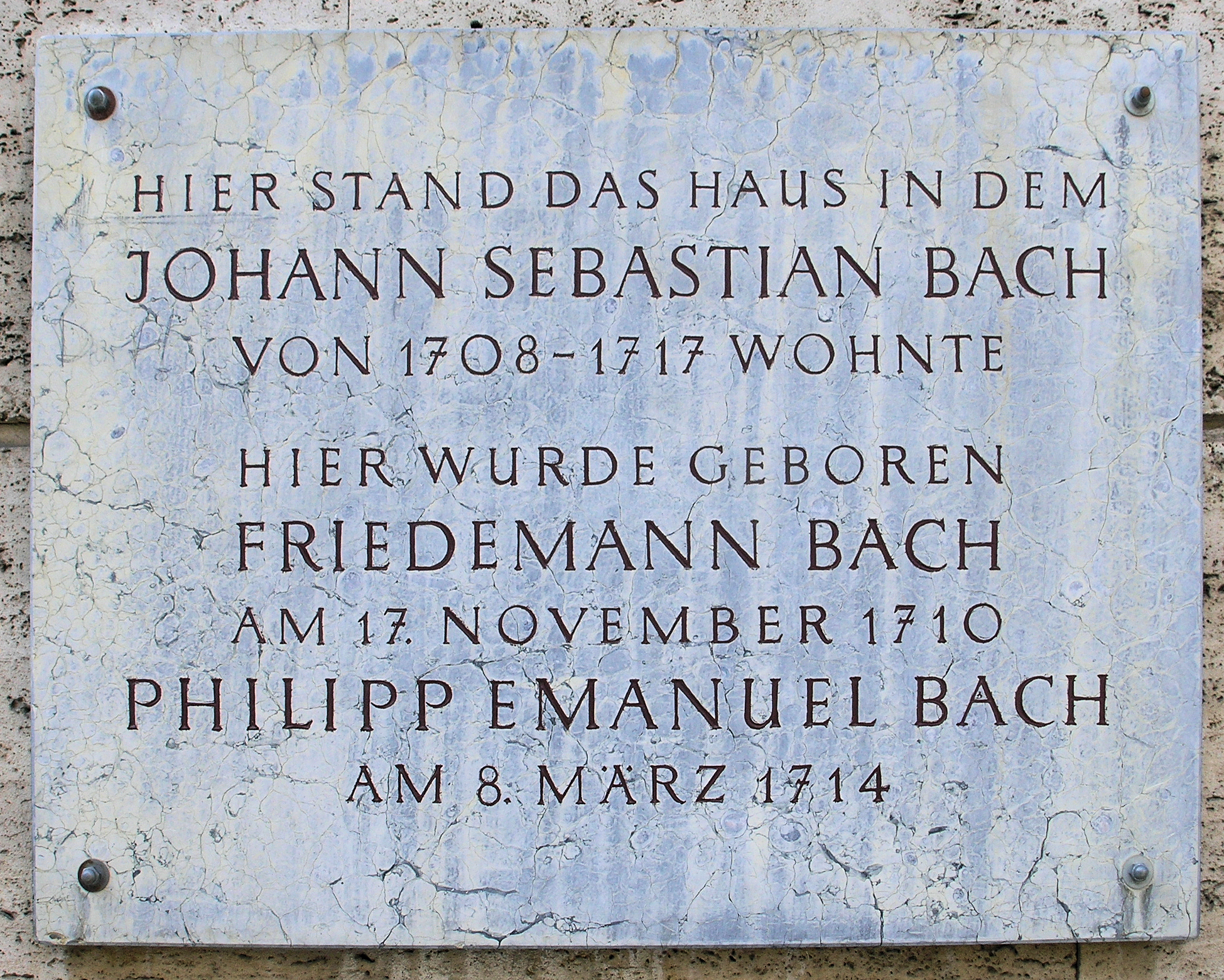
Plaque commémorative apposée sur le lieu de naissance de Carl Philipp Emanuel Bach, à Weimar.

### Jeunesse et formation
Carl Philipp Emanuel Bach naît le 8 mars 1714. Il tient ses prénoms de ses deux parrains, Adam Imanuel Weltzig pour le premier, maître des pages à la cour de Weimar, et Georg Philipp Telemann, alors kapellmeister à Francfort-sur-le-Main. Élève de la célèbre Thomasschule zu Leipzig (où son père enseigne), il est initié très tôt à la musique par celui-ci : il joue en virtuose du clavecin dès son enfance. Comme d'autres de ses frères, il suit des études de droit à Leipzig (1731 à 1734) et ensuite à l'université de Francfort-sur-l'Oder (1734 à 1738). Il semble que leur père ait voulu donner à ses fils une éducation libérale pour qu'ils échappent aux indignités subies par les musiciens ordinaires. Mais Carl Philipp Emanuel n'envisage pas une carrière juridique et recherche, dès 1733, une place d'organiste à Naumburg. Il conserve de ses études une solide culture humaniste qui l'incite à fréquenter les écrivains allemands les plus célèbres. Dès 1730, Carl Philipp Emanuel Bach se montre en musicien accompli. Outre le clavecin, il joue du violon et de la violetta (une petite viole de gambe). Au cours des années d'études à Francfort, il dirige des concerts publics et fait connaître ses compositions, dont certaines cantates aujourd'hui disparues.

### À la cour de Frédéric II de Prusse
En 1738, la Prusse est régentée par Frédéric-Guillaume Ier , dit le « Roi-Sergent ». Son fils, le futur Frédéric II, dit  « Frédéric le Grand », qui n’est alors que prince héritier, propose à Carl Philipp Emanuel Bach de rejoindre sa cour en tant que claveciniste, au château de Rheinsberg, à une centaine de kilomètres au nord-ouest de Berlin. Frédéric II montre un intérêt passionné pour la musique. Excellent flûtiste, formé à la composition, il attire à sa cour les meilleurs virtuoses de son temps. Il se lie d'amitié avec les frères Carl Heinrich et Johann Gottlieb Graun ainsi qu'avec Johann Joachim Quantz. À la mort de son père en 1740, Frédéric II s'installe à Potsdam et donne une existence officielle à sa chapelle : Carl Philipp Emanuel Bach est nommé premier clavecin de la chambre du roi.

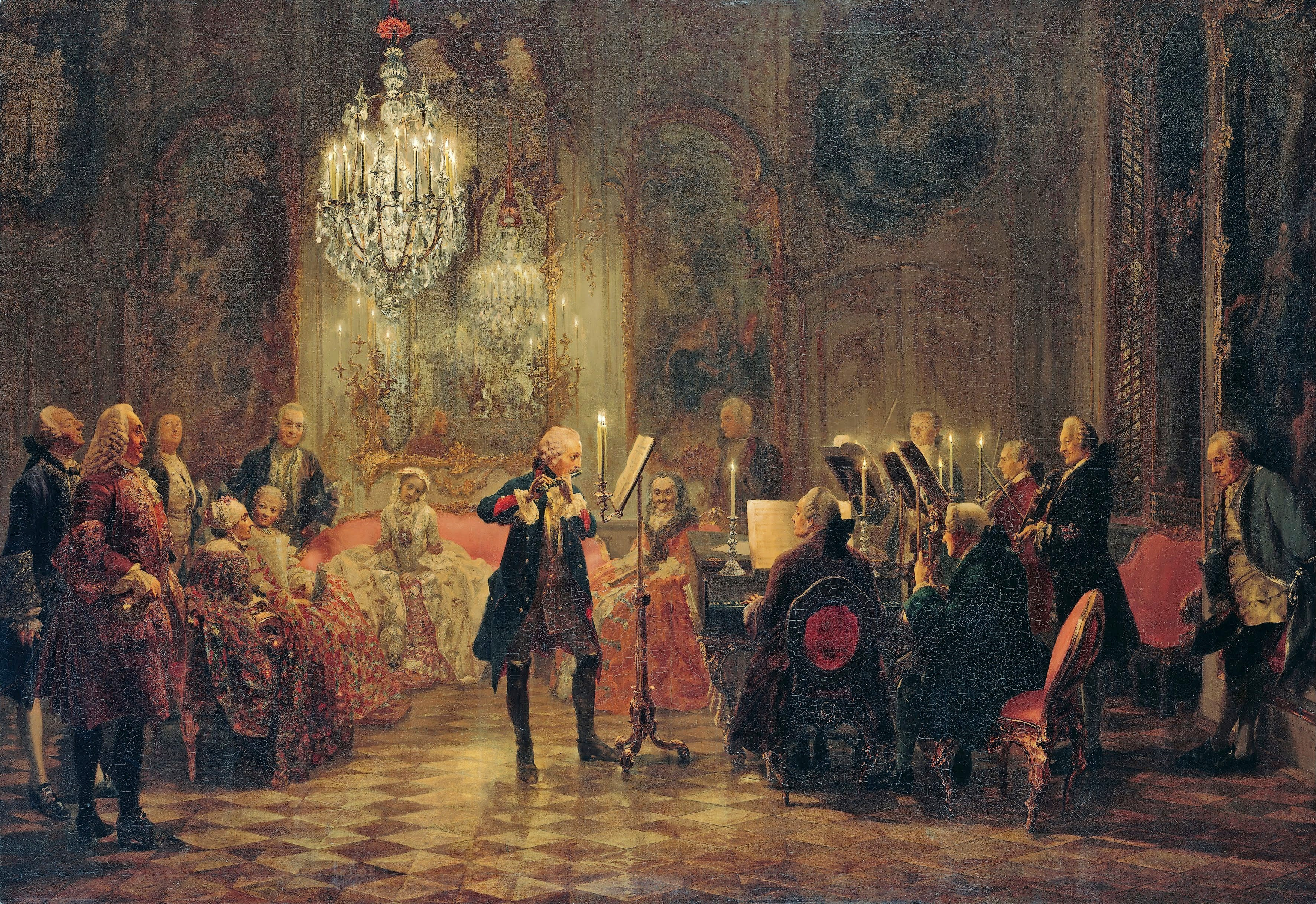
Adolph von Menzel, Das Flötenkonzert Friedrich des Großen in Sanssouci, 1852. Carl Philipp Emanuel Bach est au clavecin.

Il restera vingt-six ans à cette place. Il compose dans ce cadre de nombreuses sonates pour clavier dans lesquelles il évolue vers des nuances de plus en plus affirmées qui le conduisent à préférer l'emploi du clavicorde et du pianoforte à celui du clavecin. Il écrit également de nombreuses œuvres de musique de chambre et pour orchestre ainsi que des lieder (religieux et profanes). Il compose un Magnificat en 1749, qui est joué au début de l'année 1750 à Leipzig. Il est proche, dans son style, des œuvres de son père (qui mourra quelques mois après la publication du Magnificat).
En 1744, après une période de traitement médical en Bohême à Teplitz pour des problèmes de goutte, Carl Philipp Emanuel Bach épouse Johanna Maria Dannemann avec qui il a trois enfants, Johann August (1745–1789) qui devient avocat, Johann Sebastian (1748–1778), futur peintre d'une certaine notoriété, et Anna Carolina Philippina (1747–1804) demeurée célibataire. Aucun de ses fils n'a eu d’enfant.
Après la mort de son père en 1750, Carl Philipp Emanuel, hérite d'une partie des biens familiaux, et notamment des partitions. Il recueille son demi-frère Johann Christian, âgé de quinze ans, et le prend à sa charge pendant quelques années.
Vers 1750, Carl Philipp Emanuel Bach s'attache définitivement aux clavicordes fabriqués par Johann Gottfried Silbermann qui surpassent les instruments plus anciens par leur sonorité et leur sensibilité. La cour de Berlin encourage les inventions des luthiers. Frédéric II acquiert sept pianofortes de Silbermann et plusieurs de ses clavicordes. C'est dans cet environnement que Carl Philipp Emanuel Bach compose les sonates « prussiennes », dédiées au roi de Prusse, et les sonates « wurtembergeoises », dédiées au duc de Wurtemberg et qui ouvrent de nouveaux horizons à la musique de clavier. 
La vie musicale à la cour tourne autour de l'intérêt du roi pour la flûte traversière. C'est Johann Joachim Quantz qui en est le musicien central. Le Kapellmeister Carl Heinrich Graun qui dirige l'opéra et Johann Joachim Quantz, en tant que maître personnel du roi, jouissent de salaires exceptionnels (Quantz reçoit deux mille thalers par an). Bach est plutôt mal payé et ne reçoit que trois cents thalers par an. C'est seulement après ses candidatures à Zittau en 1753 et à Leipzig en 1755 que Frédéric II ajuste son salaire qui atteint cinq cents thalers par an.
Progressivement, Carl Philipp Emanuel Bach se lasse de la vie de cour, car « la vie musicale à Potsdam périclitait et ses difficultés avec les compositeurs et les théoriciens berlinois allaient grandissant ». Les guerres menées par Frédéric II, et notamment la guerre de Sept Ans (1756-1763), ont une influence sur la vie de Carl Philipp Emanuel Bach également. Durant cette guerre, les activités musicales sont réduites à Berlin et, à la suite d'une attaque russe sur la ville, Carl Philipp Emanuel Bach doit fuir la ville avec sa famille. Il trouve refuge à Zerbst, maintenant dans le Land de Saxe-Anhalt, pendant les mois les plus agités de la guerre, chez son élève et ami Carl Friedrich Christian Fasch (1736–1800), lui-même né à Zerbst, et qui lui succèdera à la cour de Frédéric II après son départ pour Hambourg.

### Director Musicesà Hambourg
N'ayant pas obtenu le poste qu'occupait son père à Leipzig à la mort de celui-ci, Carl Philipp Emanuel Bach fait d'autres tentatives pour quitter Berlin, en 1753 pour Zittau et en 1755, de nouveau pour Leipzig. Le roi sait les contrecarrer par des augmentations de salaire conséquentes.
Ce n'est qu'en 1768, un an après la mort de Georg Philipp Telemann, qui avait été son parrain, que la candidature de Carl Philipp Emanuel Bach est retenue et qu'il est nommé Director Musices de Hambourg. 
Pendant vingt ans, il est Cantor à l'école d'érudition Saint-Jean de Hambourg, collège latin comme celui de la Thomasschule zu Leipzig, et dirige également la musique des cinq principales églises de la ville. La tâche s'avère très prenante. Il crée plusieurs oratorios mais continue à s'intéresser principalement à la musique instrumentale en composant des symphonies et des concertos pour clavier. Pendant sa période hambourgeoise, il n'écrit pas moins de 21 passions, également réparties entre les quatre évangélistes (Passions de C.P.E. Bach).
Il publie six recueils de musique pour clavier (pianoforte) de 1779 à 1786 (Für Kenner und Liebhaber : « Pour connaisseurs et amateurs »). Ces recueils contiennent des œuvres très inspirées et originales (sonates, rondos et fantaisies).
Bach donne une puissante impulsion à la vie musicale de Hambourg, non seulement par son abondante production personnelle, mais en révélant le Messie de Georg Friedrich Haendel, le Stabat Mater de Joseph Haydn, la Messe en si de son père et le Requiem de Niccolò Jommelli. Comme à Berlin, la maison de Bach à Hambourg est le lieu de rencontres amicales pour beaucoup d'artistes. On y rencontre des poètes, comme Lessing, Klopstock, Gerstenberg ou Matthias Claudius, et on y parle de la poésie lyrique et du redende Prinzip (les « notes qui parlent ») dans la musique. Il prend note des nouvelles manières de faire de la musique et de la tendance des concerts publics, comme Telemann les avait organisés à Francfort et à Hambourg. Dans une des premières salles de concerts en Allemagne, la salle Auf dem Kamp, Carl Philipp Emanuel Bach se produit lui-même et dirige les compositions des musiciens contemporains. 
Par son frère aîné, il entre en relation avec l'historien Johann Nikolaus Forkel. En 1770, il reçoit la visite du musicologue Charles Burney qui a rapporté de nombreuses informations sur Bach. Emmanuel meurt d’un malaise aigu à la poitrine le 14 décembre 1788. Son corps, ainsi que ceux de sa famille, sauf celui du fils mort à Rome, sont ensevelis dans la voûte de l’église Saint-Michel de Hambourg. Sa tombe a été découverte en 1925 par Heinrich Miesner, biographe de Bach.

### Carl Philipp Emanuel et son père
Certainement, Carl Philipp Emanuel avait la plus grande estime pour son père qui lui a tout appris. Dans sa courte autobiographie, il écrit : 
« In der Composition und im Clavierspielen habe ich nie einen anderen Lehrmeister gehabt als meinen Vater.(…)
Die Größe dieses meines Vaters in der Composition, im Orgel- und im Clavierspielen, welche ihm eigen war, war viel zu bekannt, als daß ein Musiker vom Ansehen, die Gelegenheit, wenn es nur möglich war, hätte vorbei lassen sollen, diesen großen Mann näher kennen zu lernen. »
— H. Bellermann, Bach, Philip Emanuel, p.744-746

« Pour la composition et le clavecin, je n'ai jamais eu d'autre maître que mon père.(…)
La grandeur de mon père comme compositeur, organiste et claveciniste était trop connue pour qu'un musicien pût laisser passer l'occasion, si jamais elle s'était présentée, de connaître ce grand homme de plus près »
Le père rend visite à son fils à Berlin et Potsdam lors de la célèbre rencontre entre Jean-Sébastien et le roi Frédéric II. L'anecdote rapportée à ce propos par le compositeur Cramer qui dit la tenir de Wilhelm Friedemann Bach en personne, est bien connue : 
« Lui-même, Jean-Sébastien, lorsque son fils, accompagnant Frédéric le Grand au clavecin, se trouva en situation de le féliciter, secouait la tête et, lorsque quelqu'un lui demanda ce qu'il pensait d'Emanuel, il répondit : « C'est du bleu de Prusse, ça se décolore ! » »,.
Cette opinion est peut-être à ranger au rayon des bons mots tant appréciés à l'époque. Il n'est pas clair si Jean-Sébastien voulait parler du nouveau style de la musique de son fils, ou s'il entendait par là que son fils, ayant quitté la Saxe pour le roi de Prusse, aurait à ses yeux renié sa patrie.  Certaines des dernières œuvres du père sont influencées par le nouveau style dont le fils est adepte, promoteur ou inventeur. Ces nouveaux styles musicaux qui commencent à se répandre sont le style galant ou l’Empfindsamkeit. On les retrouve par exemple dans la sonate en trio de L'Offrande musicale en 1747, composée à la suite de sa visite à Potsdam. 
Carl Philipp Emanuel Bach hérite d'une partie importante des partitions de son père et des membres plus anciens de la famille. Il professe toujours le plus grand respect pour Johann Sebastian Bach. Il dirige notamment l'exécution du Credo de la Messe en si mineur (BWV 232) à Hambourg en 1786. Il écrit, avec Johann Friedrich Agricola, le Nekrolog qui est la première biographie de son père et de son œuvre, parue en 1754.

## Œuvre

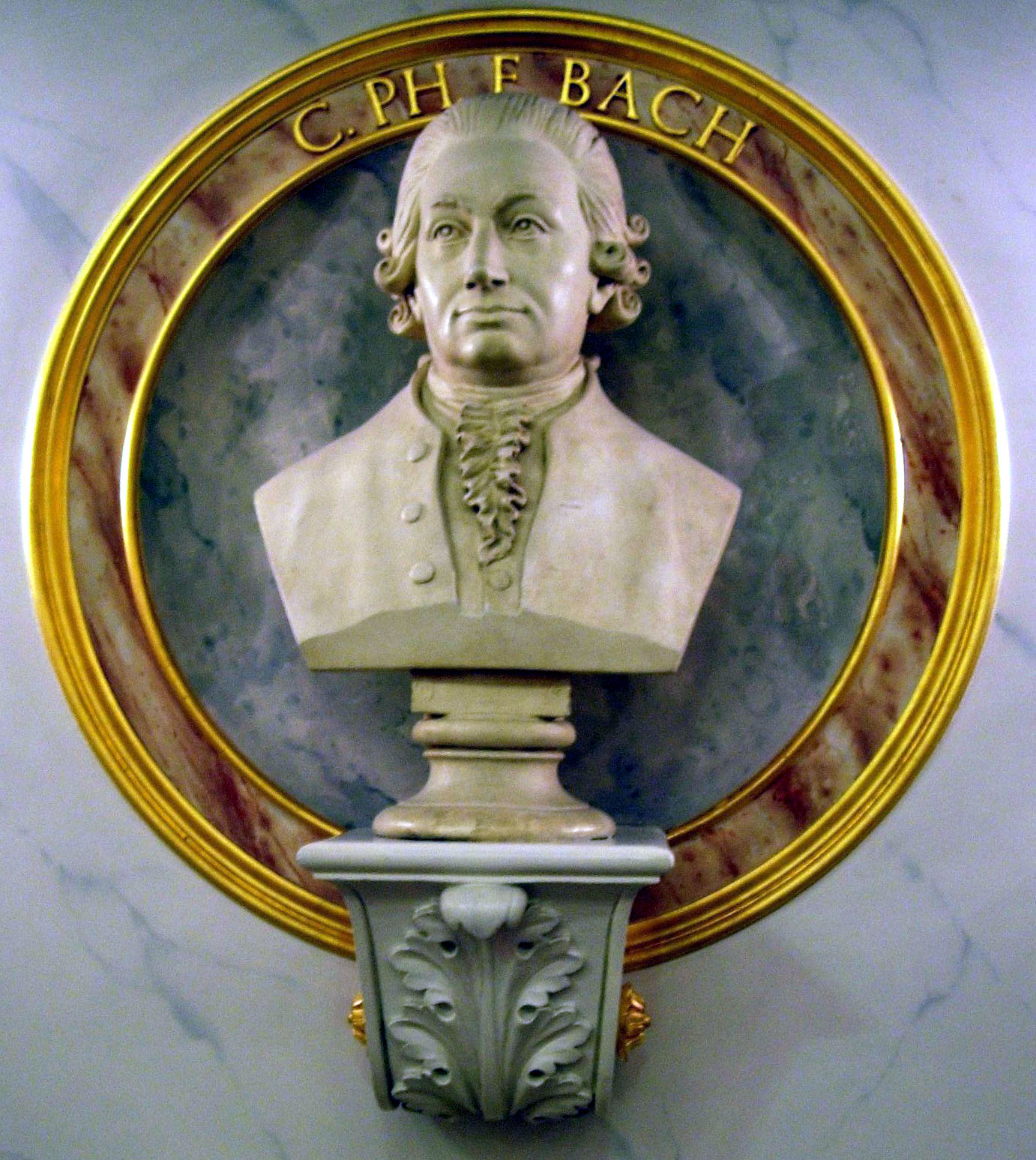
Buste de Carl Philipp Emanuel Bach au Konzerthaus de Berlin.

Carl Philipp Emanuel Bach laisse 875 œuvres.
Considéré comme exemple par beaucoup de musiciens de la seconde moitié du XVIIIe siècle, Carl Philipp Emanuel Bach est admiré par Joseph Haydn (qui étudie en particulier son œuvre pour clavier), Mozart (qui dirige en 1788 à Vienne son oratorio Die Auferstehung und Himmelfahrt Jesu : « La Résurrection et l'Ascension de Jésus ») et par Beethoven qui demande plusieurs fois à l'éditeur Breitkopf de lui envoyer des œuvres de Carl Philipp Emanuel.
Son traité théorique « Essai sur la véritable manière de jouer les instruments à clavier », en deux volumes, publié le premier en 1753, le deuxième en 1762, est probablement le plus important traité pratique sur la musique écrit au XVIIIe siècle. Il est un guide standard concernant le doigté, l’ornementation, interprétation, l’accompagnement et l’improvisation. Déjà en 1780, il avait atteint sa troisième édition. Il a servi de base pour les méthodes de Muzio Clementi et de Cramer.
Carl Philipp Emanuel Bach est le seul fils de Jean-Sébastien Bach qui ait parfaitement réussi sa carrière : sa musique est largement diffusée de son vivant ; c'est un maître riche et considéré. Sa production est extraordinairement abondante : des centaines d'oratorios et de cantates, dans lesquelles il ne dédaignait pas de reprendre des pages de son père ; un nombre plus grand encore d'odes et de cantiques spirituels. Il y a parmi eux des lieder qui sont de véritables lieder romantiques avant la lettre. Pour l'orchestre, il écrit une vingtaine de symphonies et plus de 50 concertos pour un ou deux instruments à clavier, dont notamment un Concerto en ré mineur qui fait parfois penser à Beethoven. Dans sa musique de chambre, C. Ph. E. Bach évolue vers les formes et le langage classique du trio et du quatuor.
La part la plus originale de sa production musicale se situe probablement dans les œuvres pour le clavier. De cette énorme production émergent les collections des Preussische Sonaten, Württembergische Sonaten et surtout les six recueil de sonates, fantaisies et rondos destinées aux « amateurs », publiés de 1779 à 1787. Son remarquable Solfeggietto est devenu un classique des pièces pour pianistes débutants. Enfin, son Versuch über die wahre Art..., résume, avec les traités parallèles de Johann Joachim Quantz et de Leopold Mozart, l'esthétique musicale du XVIIIe siècle.
Carl de Nys, dans son appréciation de l'œuvre musicale de C. Ph. E. Bach, écrit :

« Il est clair que C. Ph. E. Bach cède le pas à ses frères à des degrés divers : à Friedemann le génie prophétique, à Johann Christophe l'équilibre classique, à Johann Christian la lumière viennoise. Mais les six recueils pour les amateurs et les symphonies de 1780 justifient à nos yeux l'admiration que lui portait Haydn: « Emmanuel Bach est le père, nous sommes ses enfants ». Il a mis au point la « forme sonate », « inventée » par son frère aîné, et poursuivi une beauté mélodique inspirée du bel canto de Johann Adolph Hasse.... Une des pièces les plus célèbres de son vivant est intitulée C.P.E. Bachs Empfindungen ; elle est en fa dièse mineur et l'autographe de cette page porte l'indication « très triste et aussi lent que possible »

— Carl de Nys, « Bach (C.P.E) », dans Dictionnaire de la musique, 1986

## Essai sur la véritable manière de jouer les instruments à clavier

### Contexte
Parmi les principaux théoriciens prédécesseurs de Carl Philipp Emanuel Bach, il y a Friedrich Erhard Niedt (de), Johann David Heinichen et Johann Mattheson. Ils fondent leur enseignement sur le chiffrage et la conduite des voix. Trente ans plus tard, Bach montre comment une basse donnée peut être transformée en une véritable composition écrite ou improvisée grâce au talent et à l'expérience acquis par l'interprète-compositeur. D'autres contemporains ont souci de formaliser le jeu au clavier, tel le viennois Georg Christoph Wagenseil qui publie en 1751 à Augsbourg, une méthode intitulée Rudimenta panduristae oder Geig-Fundamenta. 
Carl Philipp Emanuel Bach fait lui aussi œuvre de théoricien en publiant en 1753 le Versuch (l' « Essai »), premier ouvrage important sur le sujet et qui fait date. L'année précédente, son ami Quantz a fait paraître une méthode de flûte, intitulée Versuch einer Anweisung die Flöte traversiere zu spielen (de) dédiée à Frédéric II, qui demeure l'un des ouvrages les plus complets et les plus riches sur le jeu de cet instrument, 

### Contenu
Le volume I est partagé en trois grands chapitres. Le premier (composé de 99 paragraphes) traite des doigtés, le deuxième (de 177 paragraphes) de l'ornementation, et le dernier (composé de 31 paragraphes) de l'exécution qui, pour l'auteur, inclut l'expression des sentiments. En complément des nombreux exemples du texte, Carl Philipp Emanuel Bach ajoute en annexe Dix-huit leçons en six sonates de difficulté croissante sur lesquelles il donne des détails précis d'interprétation.
Le volume II traite de l'« accompagnement et libre fantaisie ». Sous le terme d'accompagnement, les ouvrages traitent de la basse chiffrée, qui dans la seconde moitié du XVIIIe siècle implique une diversité de nuances et de formules raffinées que le Versuch restitue avec la plus grande précision. La basse continue occupe la moitié de l'ouvrage (chapitres I-XXI). La deuxième moitié (chapitres XXII-XL) est dédié au raffinement de l'accompagnement. Il s'agit d'adapter la réalisation à toutes les sortes d'ornements que comporte la partie du soliste. L'auteur explique comment orner un point d'orgue, accompagner un récitatif, improviser des marches de voix élaborées, puis, au chapitre XLI, il aborde la variation pure.

### Public
Le Versuch est réputé se tourner vers les musiciens « amateurs ». Mais l'amateur du XVIIIe siècle est bien souvent un excellent musicien doté d'une vaste culture. Les deux volumes ne sont pas du même niveau. Le premier volume s'adresse à un large public que l'ascension de la bourgeoisie vient d'ouvrir à la musique, alors que le second volume est d'un niveau bien plus élevé, s'adresse aux maîtres, aux éducateurs. Carl Philipp Emanuel Bach se sert des progrès de son temps. L'invention en 1755 du « caractère sécable » par son imprimeur Johann Gottlob Immanuel Breitkopf améliore grandement la qualité de la typographie musicale, qui peut désormais rivaliser avec la gravure.

La difficulté du livre est incontestable. Certains auteurs reprennent le plan du Versuch en le simplifiant, comme Georg Simon Löhlein, un ancien élève de Carl Philipp Emanuel, et qui annonce dans l'introduction de sa méthode : « L'ouvrage est un beau cadeau à l'intention des amateurs [...]. On y trouve sous forme brève et facile tout ce que C. P. E. Bach écrit pour les lecteurs avertis et les connaisseurs ». Pour Bach, il s'agit de transmettre le savoir aux professionnels sans céder à la facilité.

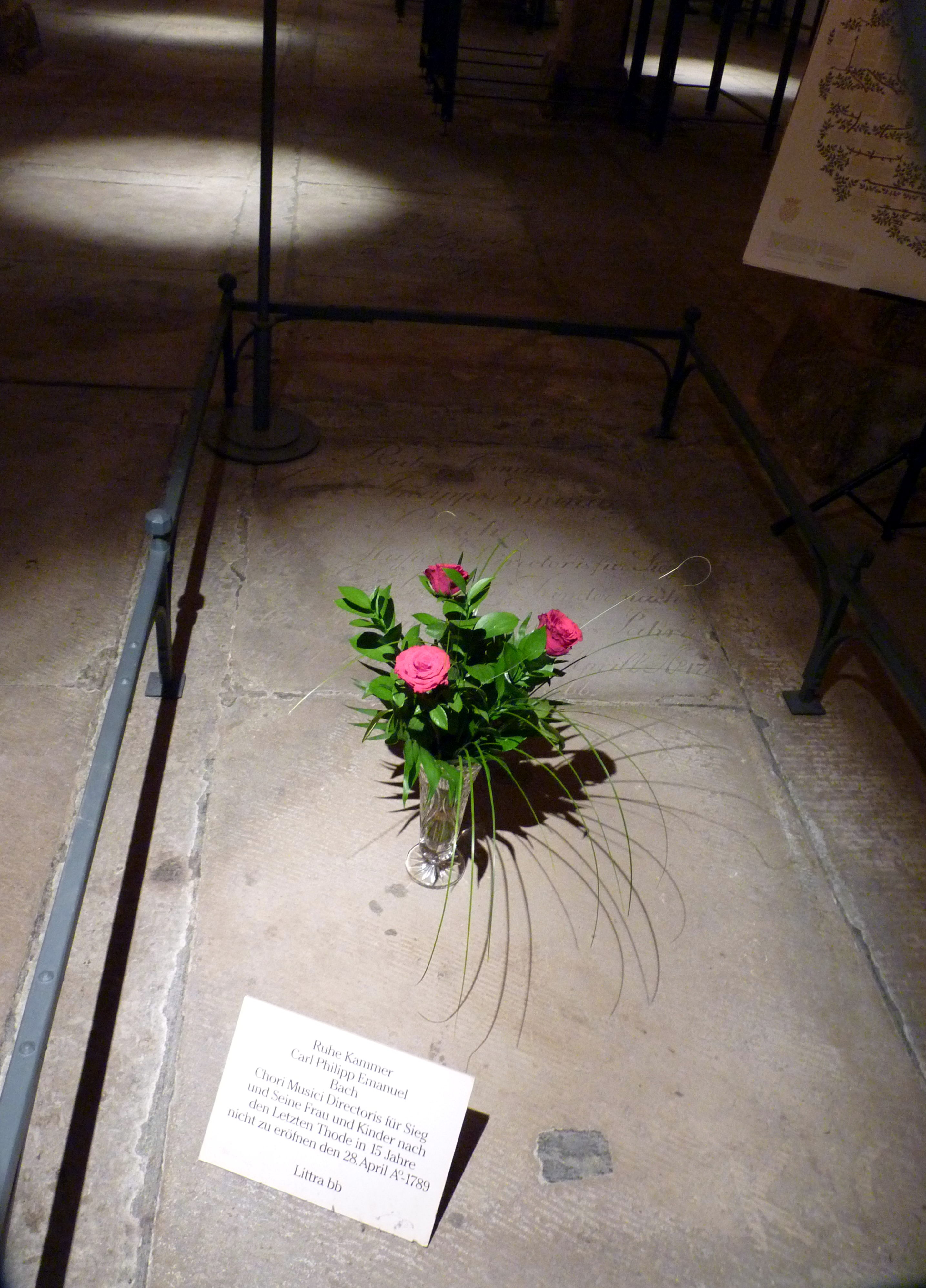
Tombe de Carl Philipp Emanuel Bach dans la crypte de l'église Saint-Michel de Hambourg.

### Impact
Par son traité, Carl Philipp Emanuel Bach assied son influence sur des générations de musiciens. Reconnu comme le plus grand compositeur de l’Allemagne du Nord à la fin de sa vie, il est à l'origine d'une école d'interprétation qui continue de porter ses fruits, notamment à travers l'œuvre des compositeurs viennois comme Haydn ou Beethoven. Dès sa parution, le Versuch suscite une demande considérable : plus de mille exemplaires se vendent, rien qu'entre la parution du second volume en 1762 et sa réédition en 1797. Le rayonnement de l'œuvre atteint son point culminant au cours de la décennie 1770-1780. À Vienne, le correspondant de Bach est en relation avec le mécène viennois Gottfried van Swieten à partir de 1773. Le jeune Haydn se forme au Versuch. Mozart est élogieux sur le traité. Beethoven se passionne pour l'œuvre de Bach à une époque où le public n'y trouve plus guère d'intérêt. En 1809 encore, il réclame à l'éditeur Breitkopf « toute la musique de Bach qu'il posséderait ».

## Instruments
C.P.E.Bach utilisait pour son interprétation des instruments (clavicorde et pianoforte) fabriqués par Gottfried Silbermann, à l'époque un constructeur d'instruments à clavier réputé. En 2020, un facteur de pianos modernes, Paul McNulty, a réalisé une copie de l'instrument de Gottfried Silbermann de 1749 pour Malcolm Bilson.

## Des enregistrements faits avec des instruments de l'époque de Carl Philipp Emanuel Bach
- Les Adieux, Andreas Staier. Carl Philipp Emanuel Bach. Chamber Music - Quartets for Fortepiano. Played on a copy by Christopher Clarke.
- Gustav Leonhardt. Carl Philipp Emanuel Bach. Concerto No 1 in D Minor.  Clavecin Blanchet (Down).
- Edna Stern, Amandine Beyer. Carl Philipp Emanuel Bach. 4 Sonatas for Violin and fortepiano. Anton Walter (Paul McNulty)
- Philippe Herreweghe, Collegium Vocale de Gant, Orchestre des Lumières, Die Auferstehung un Himmelgahrt Jesu, Wq 240, Virgin Classics, 1992

## Sources

### Catalogues d'œuvres
Les œuvres de Carl Philipp Emanuel Bach ont été répertoriées en 1905 par Alfred Wotquenne (numérotation du catalogue avec les initiales "Wq") et plus récemment, en 1989, elles ont été répertoriées selon une autre structure thématique par Eugene Helm (numérotation du catalogue avec l'initiale "H").
- Alfred Wotquenne, Catalogue thématique des œuvres de Charles Philippe Emmanuel Bach (1714-1788), Leipzig, Breitkopf & Härtel, 1905.
- (en) E. Eugene Helm, Thematic Catalog of the Works of Carl Philipp Emanuel Bach, New Haven, Connecticut, Yales University Press, 1989, 271 p. (ISBN 0-300-02654-4)
- (en) Hans-Günter Ottenberg, Carl Philipp Emanuel Bach, New Haven, Connecticut, Oxford University Press, 1987, 280 p. (ISBN 0-19-315246-0).

### Éditions de l’Essai sur la véritable manière...
Éditions en langue allemande, disponibles en ligne
L'édition de 1753 de la première partie : 
- Exempel nebst achtzehn Probe-Stücken in Sonaten... zu Teil I (1753).

L'édition de 1762 de la deuxième partie : 
- Versuch über die wahre Art das Clavier zu spielen, Zweyter Theil (1762).

Réédition de la première partie en 1787, et de la deuxième partie en 1797 :
- Versuch über die wahre Art das Clavier zu spielen Teil I (Édition de 1787) et Teil II (Édition de 1797) groupés.
- Versuch über die wahre Art das Clavier zu spielen, extraits du texte en écriture moderne.

Traductions en français
- Carl Philipp Emanuel Bach (trad. Dennis Collins, préf. Ralph Kirkpatrick), Essai sur la vraie manière de jouer des instruments à clavier : expliqué avec des exemples et dix-huit leçons en six sonates, Paris, J.-C. Lattès, coll. « Musiques & musiciens » (no 4), 1979, XXVII+216 (ISSN 0242-7834).
- Carl Philipp Emanuel Bach, Essai sur la véritable manière de jouer les instruments à clavier : 2. Traité d'accompagnement et d'improvisation, traduit par Béatrice Berstel, édition et présentation par Anne Bongrain, Monique Rollin et Mathilde Catz, Éditions du CNRS, coll. « Arts du spectacle. Recherches et éditions musicales », 2002, 266 p. (ISBN 978-2-271-05958-1).

Une traduction partielle du second volume :
- Jean-Pierre Muller, « La technique de l'accompagnement dans la musique du XVIIIe siècle tirée du traité de Carl Philipp Emanuel Bach "Versuch über die wahre Art, das Clavier zu spielen", Berlin 1762 », Revue belge de musicoligie, vol. 23,‎ 1969, p. 3-121.

### Bases de données et dictionnaires
- Ressources relatives à la musique :   - International Music Score Library Project
  - AllMusic
  - Bayerisches Musiker-Lexikon Online
  - Carnegie Hall
  - Discography of American Historical Recordings
  - Discogs
  - Grove Music Online
  - MusicBrainz
  - Musopen
  - Muziekweb
  - Rate Your Music
  - Répertoire international des sources musicales
- Ressources relatives à l'audiovisuel :   - AllMovie
  - Allociné
  - Filmportal
  - IMDb
- Ressources relatives aux beaux-arts :   - AGORHA
  - RKDartists
  - Union List of Artist Names
- Ressources relatives au spectacle :   - Archives suisses des arts de la scène
  - Les Archives du spectacle
- Ressource relative à plusieurs domaines :   - Radio France
- Ressource relative à la recherche :   - Isidore
- Notices dans des dictionnaires ou encyclopédies généralistes :   - Britannica
  - Brockhaus
  - Den Store Danske Encyklopædi
  - Deutsche Biographie
  - E-archiv.li
  - Enciclopedia De Agostini
  - Gran Enciclopèdia Catalana
  - Hrvatska Enciklopedija
  - Internetowa encyklopedia PWN
  - Nationalencyklopedin
  - Proleksis enciklopedija
  - Store norske leksikon
  - Treccani
  - Universalis
  - Visuotinė lietuvių enciklopedija
- Notices d'autorité :   - VIAF
  - ISNI
  - BnF (données)
  - IdRef
  - LCCN
  - GND
  - Italie
  - Japon
  - CiNii
  - Espagne
  - Belgique
  - Pays-Bas
  - Pologne
  - Israël
  - NUKAT
  - Catalogne
  - Suède
  - Vatican
  - WorldCat